# Beloț
Beloț – wieś w Rumunii, w okręgu Dolj, w gminie Sopot. W 2011 roku liczyła 300 mieszkańców.